# Jizreel
La ciutat de Jizreel (a l'època classica, Esdreló) fou una ciutat i capital del regne d'Israel, a la part sud de l'anomenada vall de Jizreel o vall d'Esdreló.
Hi vivia el rei Ahab. La seva dona Jezabel (filla del rei Etbaal I o Eshbaal I de Tir i Sidó (887 aC - 856 aC) va perseguir els seguidors de Jahvé per introduir el culte a Baal, i va fer matar Nabot, amo d'unes vinyes que el seu marit volia posseir. El profeta Elies va predir un càstig sever per aquests fets. Onze anys després, ja mort Ahab, Jehú va usurpar el tron i va arribar a Jezreel després de matar Joram; llavors es va trobar amb Jezabel, la va fer agafar i la va fer posar davant el seu carro i la va atropellar; quan va ordenar enterrar-la perquè era de sang reial, només en restaven el crani, els peus i les mans, perquè la resta s'ho havien menjat els gossos.
La ciutat corresponia al territori d'Isacar. A la ciutat hi havia una coneguda font que fluïa a la mateixa ciutat, al nord-est.
Eusebi situa la ciutat a la plana del seu nom, entre Escitòpolis i Legio, i a l'"itinerari de Jerusalem" (on és anomenada Stradela). Es diu que és a 20 km d'Escitòpolis i 16 de Maximòpolis (Legio). Llavors portava el nom d'Esdraela amb el qual fou coneguda a l'època clàssica.
A l'època de les croades fou anomenada Parvum Gerinum.
Actualment és un quibuts situat al municipi de la Guilboa.